# Tipula (Pterelachisus) jedoensis
Tipula (Pterelachisus) jedoensis is een tweevleugelige uit de familie langpootmuggen (Tipulidae). De soort komt voor in het Palearctisch gebied.